# Liste von Gesundheitsausstellungen
Ähnlich den Landesausstellungen wurden Gesundheitsausstellungen seit Ende des 19. Jahrhunderts von öffentlichen Institutionen und privaten Organisationen durchgeführt. Die oft national gefärbten Ausstellungen sollten breiten Bevölkerungsschichten Erkenntnisse aus der Gesundheitsfürsorge, Forschung und der hygienischen Alltagsgestaltung näherbringen. Spätestens seit der Gründung des Deutschen Hygiene-Museums in Dresden 1912 stellen Hygiene und Gesundheit ebenso museale Ausstellungsthema bis in die Gegenwart hinein dar.

## Gesundheits- und Hygieneausstellungen des 19. und 20. Jahrhunderts
| Jahr | Titel                                                                                                   | Ort        |
| ---- | --- | ---------- |
| 1903 | Volkskrankheiten und ihre Bekämpfung                                                                    | Dresden    |
| 1911 | Deutsche Hygiene-Ausstellung in Dresden                                                                 | Dresden    |
| 1926 | GeSoLei                                                                                                 | Düsseldorf |
| 1927 | Eerste Hygiëne Tentoonstelling in Nederlansch-Indië (Erste Hygieneausstellung in Niederländisch-Indien) | Bandung    |
| 1930 | Deutsche Hygiene-Ausstellung in Dresden                                                                 | Dresden    |
| 1931 | Erste Schweizerische Ausstellung für Gesundheitsfürsorge und Sport HYSPA                                | Bern       |
| 1960 | Zweite Schweizerische Ausstellung für Gesundheitsfürsorge und Sport HYSPA                               | Bern       |

## Museale Ausstellungen zum Thema Gesundheit
| Jahr      | Zeitraum                             | Titel                                                              | Institution                                | Ort       |
| --------- | ------------------------------------ | ------------------------------------------------------------------ | ------------------------------------------ | --------- |
| Seit 1912 | 1912–heute                           | Verschiedene Ausstellungen                                         | Deutsches Hygiene-Museum                   | Dresden   |
| Seit 1936 | 1936–heute                           | Verschiedene Ausstellungen                                         | Pasteur Museum                             | Paris     |
| 2004      | 20. März 2004 – 24. Oktober 2004     | Sei sauber...! Lave-toi... ! Be clean...!                          | Musée d'Histoire de la Ville de Luxembourg | Luxemburg |
| 2010      | 31. März 2010 – 31. August 2010      | Zauber Berge                                                       | Schweizerisches Landesmuseum               | Zürich    |
| 2021–2022 | 12. Mai 2021 – 30. April 2022        | GESUNDHEIT – 7000 Jahre Heilkunst                                  | Kulturama                                  | Zürich    |
| 2025      | 4. März 2025 – 8. Mai 2025           | Volk. Gesundheit. Staat. – Gesundheitsämter im Nationalsozialismus | Rathaus Treptow                            | Berlin    |
| 2024–2025 | 10. November 2024 – 26. Oktober 2025 | Hauptsache Gesund?                                                 | Stapferhaus Lenzburg                       | Lenzburg  |
| ????      | laufend                              | Gesundheit                                                         | Deutsches Museum                           | München   |